# Ernest Henry
Ernest Henry (Grafton, 13 maggio 1904 – Port Macquarie, 3 giugno 1998) è stato un nuotatore australiano.
Specializzato nello stile libero ha vinto la medaglia d'argento nella staffetta 4x200 m sl alle Olimpiadi di Parigi 1924.

## Palmarès
- Olimpiadi
  - Parigi 1924: argento nella staffetta 4x200 m.